# Argueil-Fry
Pour les articles homonymes, voir Fry.
Ancienne commune de la Seine-Maritime, la commune d'Argueil-Fry a existé du 1er janvier 1975 au 31 décembre 1979. Elle a été créée le 1er janvier 1975 par la fusion des communes d'Argueil et de Fry et a été supprimée lorsque les deux communes associées se sont séparées.

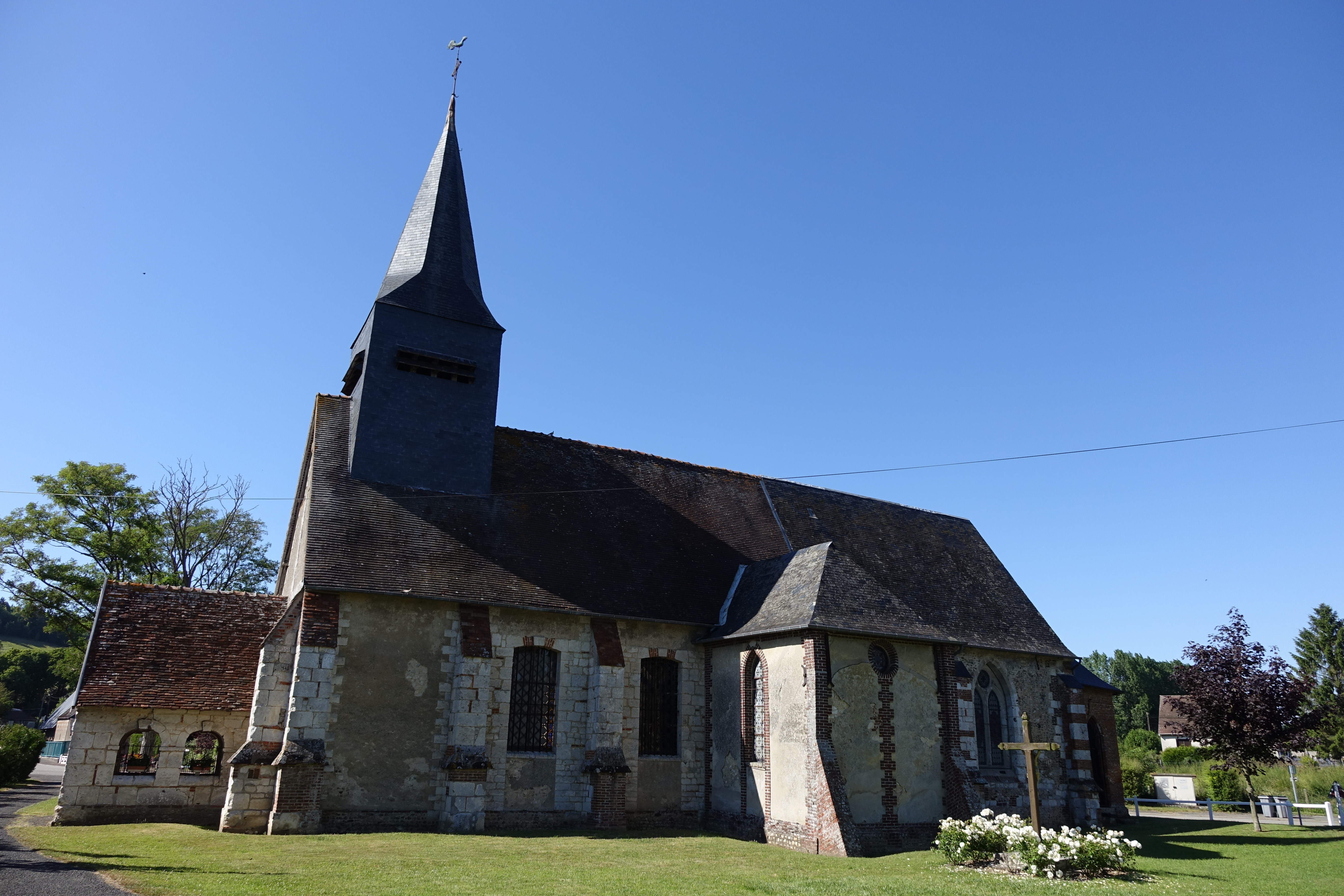
Église de Fry

## Administration
| Période          | Période          | Identité          | Étiquette | Qualité |
| ---------------- | ---------------- | ----------------- | --------- | ------- |
| 1er janvier 1975 | 31 décembre 1979 | Michel Cordonnier | dvd       | médecin |